# Grand Prix International de Paris de 1988
Grand Prix International de Paris de 1988 (em francês:  Grand Prix International de Paris 1988) foi a segunda edição do Grand Prix International de Paris, um evento anual de patinação artística no gelo organizado pela Federação Francesa de Esportes no Gelo (em francês:  Federation Française des Sports de Glace). A competição foi disputada na cidade de Paris, França.

## Eventos
- Individual masculino
- Individual feminino
- Duplas
- Dança no gelo

## Medalhistas
| Evento                        | Ouro                                          | Prata                                                | Bronze                                               |
| Individual masculino detalhes | Paul Wylie · Estados Unidos                   | Grzegorz Filipowski · Polônia                        | Michael Slipchuk · Canadá                            |
| Individual feminino detalhes  | Claudia Leistner · Alemanha Ocidental         | Natalia Gorbenko · União Soviética                   | Evelyn Großmann · Alemanha Oriental                  |
| Duplas detalhes               | Elena Bechke · Denis Petrov · União Soviética | Mandy Wötzel · Axel Rauschenbach · Alemanha Oriental | Katy Keely · Joseph Mero · Estados Unidos            |
| Dança no gelo detalhes        | Susan Wynne · Joseph Druar · Estados Unidos   | Sharon Jones · Paul Askham · Grã-Bretanha            | Pasha Grishuk · Alexander Chichkov · União Soviética |

## Resultados

### Individual masculino
| Pos.              | Nome                | Nacionalidade   |
| ----------------- | ------------------- | --------------- |
| Medalha de ouro   | Paul Wylie          | Estados Unidos  |
| Medalha de prata  | Grzegorz Filipowski | Polônia         |
| Medalha de bronze | Michael Slipchuk    | Canadá          |
| 4                 | Makato Kano         | Japão           |
| 5                 | Dmitri Gromov       | União Soviética |
| 6                 | Lars Dresler        | Dinamarca       |
| 7                 | Oliver Höner        | Suíça           |
| 8                 | Axel Médéric        | França          |
| 9                 | Nicolas Pétorin     | França          |
| 10                | Frédéric Lipka      | França          |

### Individual feminino
| Pos.              | Nome             | Nacionalidade      |
| ----------------- | ---------------- | ------------------ |
| Medalha de ouro   | Claudia Leistner | Alemanha Ocidental |
| Medalha de prata  | Natalia Gorbenko | União Soviética    |
| Medalha de bronze | Evelyn Großmann  | Alemanha Oriental  |
| 4                 | Jeri Campbell    | Estados Unidos     |
| 5                 | Karen Preston    | Canadá             |
| 6                 | Iveta Voralova   | Tchecoslováquia    |
| 7                 | Surya Bonaly     | França             |
| 8                 | Tamara Téglássy  | Hungria            |
| 9                 | Sandra Garde     | França             |
| 10                | Claude Péri      | França             |

### Duplas
| Pos.              | Nome                               | Nacionalidade      |
| ----------------- | ---------------------------------- | ------------------ |
| Medalha de ouro   | Elena Bechke / Denis Petrov        | União Soviética    |
| Medalha de prata  | Mandy Wötzel / Axel Rauschenbach   | Alemanha Oriental  |
| Medalha de bronze | Katy Keely / Joseph Mero           | Estados Unidos     |
| 4                 | Christine Hough / Doug Ladret      | Canadá             |
| 5                 | Anuschka Gläser / Stephan Pfrengle | Alemanha Ocidental |
| 6                 | Lisa Cushley / Neil Cushley        | Reino Unido        |

### Dança no gelo
| Pos.              | Nome                               | Nacionalidade   |
| ----------------- | ---------------------------------- | --------------- |
| Medalha de ouro   | Susan Wynne / Joseph Druar         | Estados Unidos  |
| Medalha de prata  | Sharon Jones / Paul Askham         | Reino Unido     |
| Medalha de bronze | Pasha Grishuk / Alexander Chichkov | União Soviética |
| 4                 | Jo-Anne Borlase / Martin Smith     | Canadá          |
| 5                 | Dominique Yvon / Frédéric Palluel  | França          |
| 6                 | Sophie Moniotte / Pascal Lavanchy  | França          |

## Quadro de medalhas
| Ordem | País               | Medalha de ouro | Medalha de prata | Medalha de bronze |    | Ordem por total |
| ----- | ------------------ | --------------- | ---------------- | ----------------- | -- | --------------- |
| 1     | Estados Unidos     | 2               |                  | 1                 | 3  | 1               |
| 2     | União Soviética    | 1               | 1                | 1                 | 3  | 1               |
| 3     | Alemanha Ocidental | 1               |                  |                   | 1  | 4               |
| 4     | Alemanha Oriental  |                 | 1                | 1                 | 2  | 3               |
| 5     | Grã-Bretanha       |                 | 1                |                   | 1  | 4               |
| 5     | Polônia            |                 | 1                |                   | 1  | 4               |
| 7     | Canadá             |                 |                  | 1                 | 1  | 4               |
| TOTAL | TOTAL              | 4               | 4                | 4                 | 12 | —               |